# Саракино
Саракино или Саракинци (на македонска литературна норма: Сараќино; на албански: Saraqina, Саракина) е село в Северна Македония, в община Тетово.

## География
Селото е разположено в областта Долни Полог, на 8 километра източно от град Тетово на левия бряг на Вардар.

## История
В края на XIX век Саракино е българско село в Тетовска каза на Османската империя. Андрей Стоянов, учителствал в Тетово от 1886 до 1894 година, пише за селото:
| „ | С. Саракинци. — При селскитѣ гробища, подъ високи стари дѫбове, има развалини отъ стара църква. | “ |

Според статистиката на Васил Кънчов („Македония. Етнография и статистика“) от 1900 година Саракинци е село, населявано от 210 жители българи християни.
Според патриаршеския митрополит Фирмилиан в 1902 година в Саракинце има 12 сръбски патриаршистки къщи. В 1905 година цялото население на селото е под върховенството на Българската екзархия. По данни на секретаря на екзархията Димитър Мишев („La Macédoine et sa Population Chrétienne“) в 1905 година в Саракинци има 80 българи екзархисти.
При избухването на Балканската война в 1912 година 2 души от Саракино са доброволци в Македоно-одринското опълчение.
Според Афанасий Селишчев в 1929 година Саракинце е център на Желинска община с 6 села и има 20 къщи със 104 жители българи.
Според преброяването от 2002 година селото има 1087 жители.
| Националност     | Всичко |
| северномакедонци | 873    |
| албанци          | 199    |
| турци            | 0      |
| роми             | 5      |
| власи            | 0      |
| сърби            | 7      |
| бошняци          | 0      |
| други            | 3      |